# Torpare

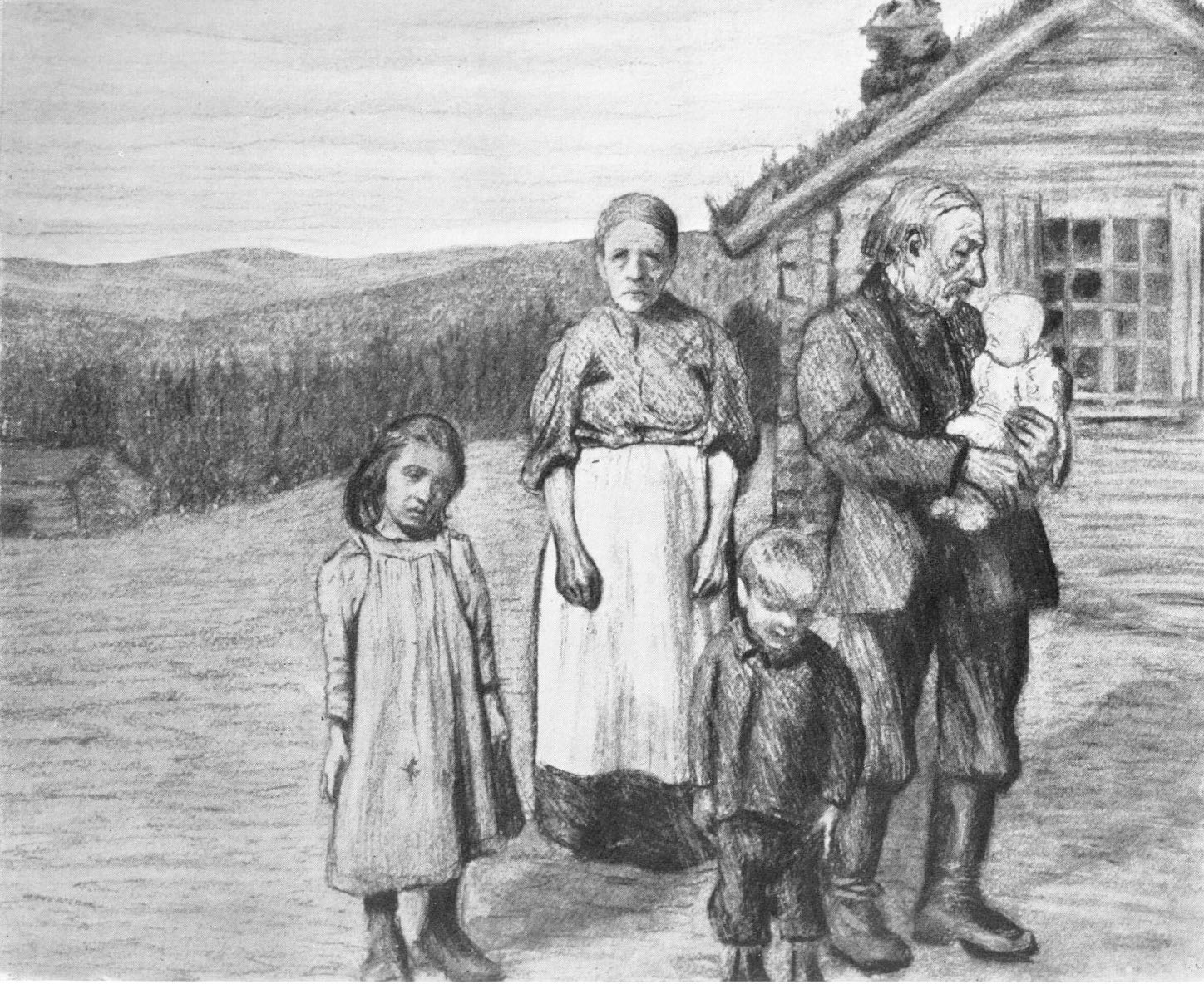
Torpare från Färnebo socken. Kolteckning utförd av Ragnar Ljungman omkring 1900.

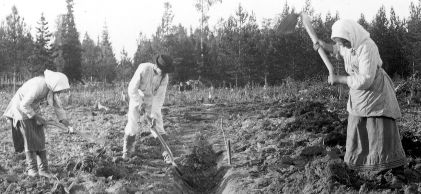
Finska torpare (fi. "torppari").

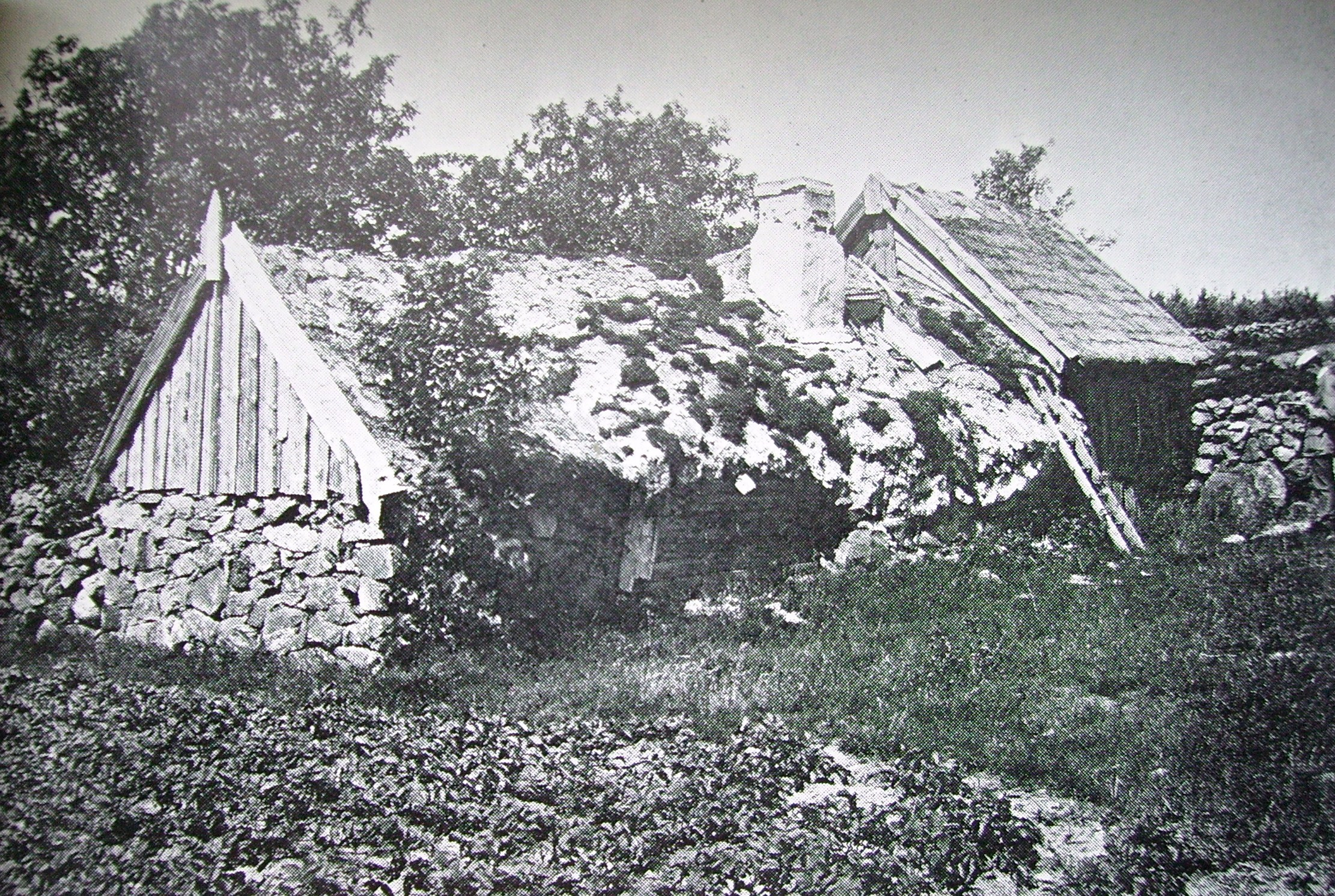
Torpstuga i Halland.

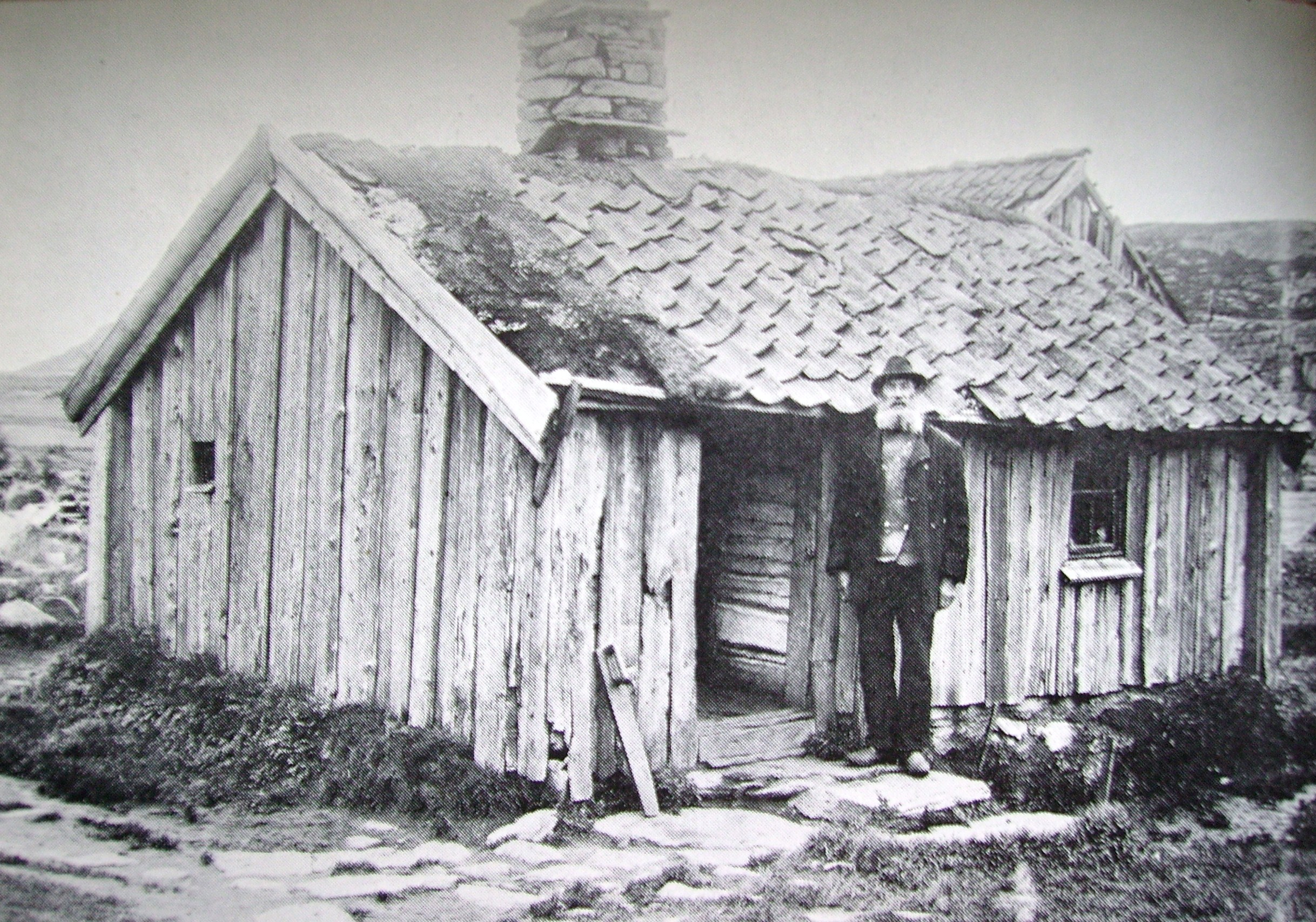
Torpstuga i Bohuslän.

Torpare kan dels syfta på landbor som arrenderade mindre jordbruksenheter, så kallade torp; dels användes det som beteckning på självägande jordbrukare på mindre fastigheter under 1/4 mantal.

## Arrendeförhållanden
Arrendet erlades vanligen in natura, ofta i form av dagsverken. Frälsetorp under godsen var ofta rena dagsverkstorp, där hela arrendet utgjordes av dagsverken vid huvudgårdens arbetstoppar, som i samband med slåtter.
Torparrenden skrevs oftast på lång tid, från 10 ända upp till 50 år. Mera sällan fanns en fastslagen rätt till ärftligt arrende, oftast då på kronotorpen. Det förekom även att kontrakten förnyades årsvis.

## Historia
Från 1600-talet spelade torparna en huvudroll som arbetskraft inom jordbruket i Sverige (med Finland).

### Finland
I Finland avskaffades torparinstitutionen hösten 1918 efter finska inbördeskriget, vars orsaker delvis kan tillskrivas torparinstitutionen. Torparna fick efter kriget rätt att inlösa sina torp, varigenom 45 000 nya jordbruk uppstod under 1920-talet.

### Sverige
I Sverige minskade betydelsen under senare delar av 1800-talet, när industrialisering, emigration, övergång till kontantarrenden och friköp av torp minskade deras antal från ca 100 000 år 1850 till drygt hälften 1910.
Ännu på 1930-talet fanns bortåt 20 000 torpare innan torparinstitutionen slutligen försvann från Sverige 1943. Då förbjöds dagverken som betalningsform för arrenden. Kronotorpen fanns dock kvar långt senare.